# Kani Taher
Kanischka „Kani“ Taher (* 4. April 1991 in Kabul) ist ein deutsch-afghanischer Fußballspieler. Der Student für Wirtschaftsingenieurwesen an der RWTH Aachen spielt seit der Saison 2021/22 beim Oberligisten Viktoria Arnoldsweiler und ist aktueller afghanischer A-Nationalspieler.

## Leben
Bereits im Alter von nicht einmal zwölf Monaten musste Taher 1991 aufgrund der politischen Wirren Afghanistan verlassen. Seine politisch verfolgten Eltern flüchteten mit dem Säugling vor dem Bürgerkrieg ins niederrheinische Korschenbroich vor den Toren Düsseldorfs. Fußball spielte er erstmals auf dem Bolzplatz des örtlichen Asylbewerberheims. Taher hat vier jüngere Schwestern, die allesamt sportlich aktiv sind.
Während der Länderspielreise kehrte Taher, auf dem Weg zur Südasienmeisterschaft in Thiruvananthapuram, nach der Flucht 1991, erstmals in sein Heimatland zurück.

## Karriere

### Vereinskarriere

#### Jugend
Mit dem Fußballspielen begann Taher in Deutschland 1997 in der Jugend des VfB Korschenbroich am Niederrhein. Später spielte er als Mittelfeldspieler beim Rheydter Spielverein, in der U18 von Fortuna Düsseldorf und in der U19 des FC Wegberg-Beeck.

#### Karriere in der Oberliga
Von der U19 des FC Wegberg wechselte Taher 2010 zunächst zum Bezirksligisten SG Kaarst. Dort wurde er als offensiver Spieler eingesetzt. Bei einem Testspiel der SG Kaarst beim damaligen Verbandsligisten SC Düsseldorf-West fiel er einem Scout auf. Daraufhin wechselte der Afghane 2012 zum Oberliga-Aufsteiger SV Uedesheim. Er hatte maßgeblichen Anteil am Klassenerhalt des Vereins.
Aufgrund seines Studiums an der RWTH Aachen entschied sich Taher im Sommer 2013 zum Wechsel zu Alemannia Aachen. Dort spielte er anderthalb Jahre für die U23-Mannschaft in der Mittelrheinliga. Als dieses Nachwuchsteam zu einer U21-Mannschaft umstrukturiert wurde, schloss er sich in der Winterpause der Saison 2014/15 dem niederrheinischen Oberligisten SC Kapellen-Erft an. Seit seinem Wechsel gehört Taher in Kapellen zur Stammformation und hat nahezu alle Pflichtspiele über die volle Distanz bestritten. Im Sommer 2017 wechselte er zurück in die Aachener Region, zum frisch aufgestiegenen Oberligisten VfL 08 Vichttal. Dort gelang im ersten Jahr der Klassenerhalt. Nach einem weiteren Jahr wechselte Taher im Sommer 2019 zum Oberligisten 1. FC Düren. Nach zwei Jahren und zwei coronabedingt verkürzten Oberligasaisons mit 18 Spielen und einem Tor wechselte er innerhalb derselben Spielklasse zu Viktoria Arnoldsweiler.

### Nationalmannschaft

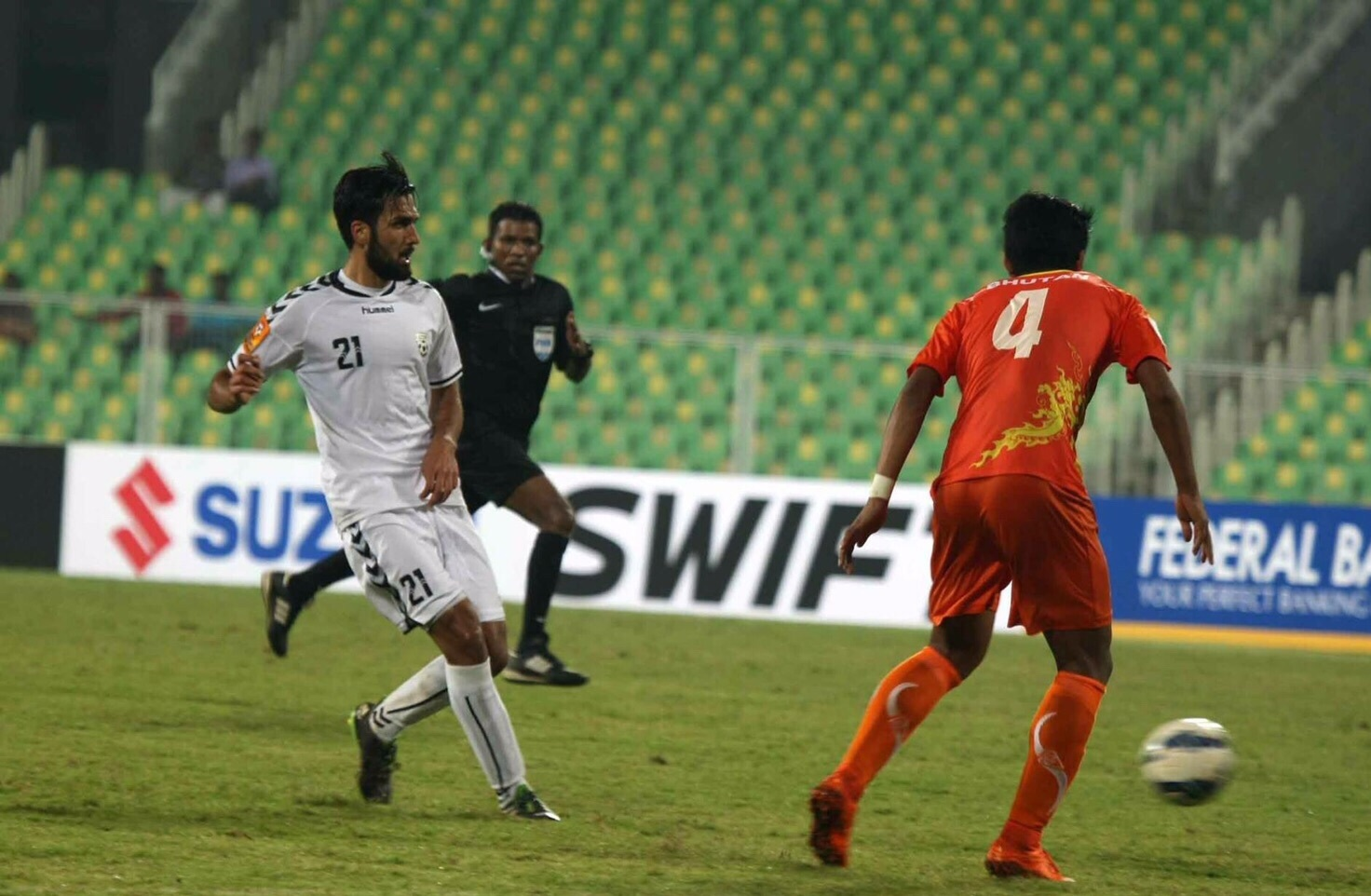
Kani Taher (links) während eines Länderspiels

Bei einem Turnier der Sportorganisation „Afghan Eurosport“ 2013 in Köln, bei dem afghanische Teams aus ganz Europa antraten, fiel Taher dem Manager der afghanischen Nationalmannschaft, Ali Askar Lali, auf. Der Mittelfeldspieler trug das Nationaltrikot erstmals für die U23-Auswahl im September 2014 bei den Asienspielen in Südkorea. Dort bestritt er alle drei Spiele über die volle Distanz. Im März 2015 nahm er unter Trainer Slaven Skeledžić erstmals an einem Trainingslager der A-Mannschaft in Dubai teil. Danach wurde Taher für die WM-Qualifikation nominiert und gab sein Pflichtspieldebüt gegen Japan.
Taher nahm an der Südasien-Meisterschaft 2015 teil. In den ersten beiden Gruppenspielen gegen Bangladesch und Bhutan spielte er über 90 Minuten. Nachdem der Mittelfeld-Regisseur im dritten Gruppenspiel gegen die Malediven nicht eingesetzt worden war, lief Taher im Halbfinale gegen Sri Lanka erneut auf. Er erzielte ein Tor und bereitete ein weiteres vor. Das Finale gegen Indien verlor Taher mit Afghanistan jedoch 1:2 nach Verlängerung.
Kani Taher wurde im März 2016 für die beiden letzten WM-Qualifikationsspiele Afghanistans gegen Japan und Singapur nominiert. Gegen Japan verlor seine Mannschaft mit 0:5, worauf sie fünf Tage später einen 2:1-Sieg gegen Singapur folgen ließ. Taher stand dabei in beiden Spielen in der Startformation. Durch den Sieg gegen Singapur erreicht Afghanistan, mit neun Punkten aus der Gruppenphase der WM-Quali und als einer der zwei besten Viertplatzierten den nächsten Schritt zur Qualifikation der Asienmeisterschaft 2019. Das gelang Afghanistan bisher noch nie zuvor.